# Nalut
Nalut (đôi khi gọi là Nālūt, Lalút) (tiếng Ả Rập: نالوت) là thủ phủ của quận Nalut tại Libya và là nơi sinh sống của các cộng đồng người Berber. Nalut nằm giữa quãng đường từ Tripoli tới Ghadames, vănuf ở cực tây của Dãy núi Nafusa nằm ở ven biển, thuộc vùng Tripolitania.